# Kentucky Derby 1943
Kentucky Derby 1943 var den sextionionde upplagan av Kentucky Derby. Löpet reds den 1 maj 1943 över 1 1⁄4 miles (2 012 m). Löpet vanns av storfavoriten Count Fleet som reds av Johnny Longden och tränades av Gregory Duncan Cameron. Publiksiffran var uppskattningsvis 60 000 åskådare.
Tio hästar deltog i löpet. Hästarna Ocean Wave och Twoses ströks innan löpet.

## Bakgrund
Överste Matt Winn yrkade på, trots många restriktioner relaterade till krigsansträngningen, att Kentucky Derby skulle hållas 1943. Han skulle då organisera ett Derby där utomstatliga besökare inte fick resa till Louisville.
Count Fleet var förhandsfavoriten för att segra i Derbyt, efter att ha utsetts till årets tvååring 1942. I april 1943 segrade han lätt i Wood Memorial Stakes men skadade sig själv under löpet. Den skadan ansågs vara det stora hindret för att han skulle vinna Derbyt. Hans stora utmanare ansågs vara Ocean Wave (segrare i Blue Grass Stakes) och Blue Swords (tvåa i Wood Memorial).

## Löpet
Trots resebegränsningarna dök en publik på cirka 60 000 upp till löpet. Några timmar före löpet ströks Ocean Wave på grund av en skada i ett ben, vilket gjorde Count Fleet till favorit med oddset 2-5, vilket var det lägsta oddset i löpets historia. Count Fleet kämpade om ledningen från start mot Gold Shower. Han fick sedan en tvålängders ledning i första sväng och in på den bortre långsidan. I sista sväng kom Blue Swords närmre, men på upploppet gav jockeyn Johnny Longden Count Fleet full marschorder, och ekipaget segrade med tre längder.

## Resultat
| P  | S  | Häst        | Jockey              | Tränare                | Ägare                 | Tid      |
| -- | -- | ----------- | ------------------- | ---------------------- | --------------------- | -------- |
| 1  | 5  | Count Fleet | Johnny Longden      | Gregory Duncan Cameron | Fannie Hertz          | 2:04 0/0 |
| 2  | 1  | Blue Swords | Johnny Adams        | Walter A. Kelley       | Allen T. Simmons      |          |
| 3  | 2  | Slide Rule  | Conn McCreary       | Cecil Wilhelm          | William Boeing        |          |
| 4  | 7  | Amber Light | Alfred M. Robertson | Jack C. Hodgins        | Dixiana               |          |
| 5  | 6  | Bankrupt    | Ferril Zufelt       | Howard Wells           | Townsend B. Martin    |          |
| 6  | 10 | No Wrinkles | Raymond Adair       | Roy Waldron            | Milky Way Farm Stable |          |
| 7  | 4  | Dove Pie    | Wendell Eads        | Dave Robb McDaniel     | J. Warfield Rodgers   |          |
| 8  | 9  | Gold Shower | Ted Atkinson        | James W. Healy         | Vera S. Bragg         |          |
| 9  | 3  | Modest Lad  | Charles Swain       | Eddie Coates           | Mrs. Henry L. Finch   |          |
| 10 | 8  | Burnt Cork  | Manual Gonzalez     | Anthony E. Silver      | Eddie Anderson        |          |

Segrande uppfödare: Fannie Hertz (KY)